# Distrito de Hata
El distrito de Hata (幡多郡 Hata-gun?) es un distrito localizado en la prefectura de Kōchi, Japón. En junio de 2019 tenía una población estimada de 16.405 habitantes y una densidad de población de 43,5 personas por km². Su área total es de 376,9 km².

## Localidades
- Kuroshio
- Mihara
- Ōtsuki